# 10月18日
10月18日（じゅうがつじゅうはちにち）は、グレゴリオ暦で年始から291日目（閏年では292日目）にあたり、年末まであと74日ある。

## できごと

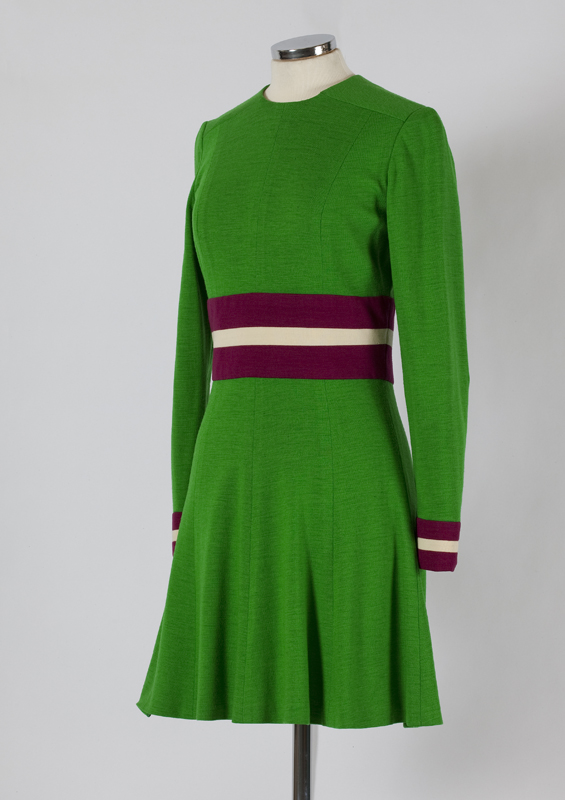
ツイッギー来日(1968)。

- 31年 - 元老院でセイヤヌスを弾劾するティベリウスの書簡が読まれる。
- 1009年 - ファーティマ朝のカリフ・ハーキムの命によりエルサレムの聖墳墓教会が完全に破壊。
- 1081年 - ロベルト率いるノルマン人とアレクシオス帝率いる東ローマ帝国軍がアルバニアで衝突。 デュッラキウムの戦いが勃発した。
- 1386年 - ハイデルベルク大学が開学。
- 1561年（永禄4年9月10日） - 川中島の戦い: 八幡原の戦い。
- 1748年 - オーストリア継承戦争の講和条約であるアーヘンの和約が締結。
- 1767年 - ペンシルベニア植民地とメリーランド植民地の境界線であるメイソン＝ディクソン線の測量が完了。
- 1851年 - ハーマン・メルヴィルの長編小説『白鯨』が刊行。
- 1860年 - アロー戦争: 英軍が清による捕虜殺害の報復として円明園を焼き払う。
- 1867年 - アラスカが、ロシア帝国からアメリカ合衆国へ720万ドルで売却される。（アラスカ購入）
- 1869年（明治2年9月14日） - 日墺修好通商航海条約が締結される。
- 1881年 - 板垣退助らが日本初の政党・自由党を結成。
- 1889年 - 大隈重信が玄洋社の来島恒喜に手投げ弾を投げつけられ片足を失う重傷。来島はその場で自害。（外国人司法官任用問題#大隈遭難事件）
- 1915年 - 第一次世界大戦: 第三次イゾンツォの戦い。
- 1922年 - 英国放送協会（BBC）の前身である英国放送会社設立。
- 1941年 - 東條内閣が成立。
- 1941年 - ゾルゲ事件: ドイツの新聞社特派員リヒャルト・ゾルゲがソ連のスパイ容疑で逮捕。
- 1944年 - 第二次世界大戦: 捷一号作戦発動。
- 1944年 - 第二次世界大戦: ソ連がチェコスロバキアに侵攻。
- 1955年 - 宮城県志田郡松山町（現・大崎市）で農家が全焼。現場で発見された住民の遺体頭部などに打撲傷が認められ、殺人放火事件として捜査開始（松山事件）。
- 1958年 - アメリカでのブームを受け、フラフープが日本で販売開始。1960年代に入り大ブームになる。
- 1959年 - 台風18号が本州南岸を横断、この影響で急変した天候から八ヶ岳・赤岳・奥穂高滝谷・奥秩父と山岳遭難事故が同時多発。
- 1961年 - 欧州社会憲章が欧州評議会によって採択。
- 1963年 - 福岡県の山道で会社員と運転手の2人が殺害されているのが見つかる。（西口彰事件）
- 1967年 - ソ連の金星探査機「ベネラ4号」が金星軌道に到達。降下カプセルが史上初めて金星の大気を観測した後、金星に着陸。
- 1967年 - イギリスのモデル、ツイッギーが来日。ミニスカートブームが起こる
- 1968年 - 10月11日から連続して起こっていた射殺事件（永山則夫連続射殺事件）について、警察庁が広域重要指定事件108号に指定。
- 1970年 - 日本勧業銀行大森支店の宿直行員が殺害される。（大森勧銀事件）
- 1989年 - 東欧革命: 東ドイツの指導者エーリッヒ・ホーネッカーが失脚。
- 1989年 - アメリカの木星探査機「ガリレオ」が打上げ。
- 2003年 - ボリビアガス紛争でゴンサロ・サンチェス・デ・ロサダ大統領が辞任に追い込まれ、国外逃亡。
- 2007年 - パキスタン元首相ベーナズィール・ブットーの遊説中に、自爆テロによる暗殺未遂[1]。
- 2019年 - チリ暴動が激化。サンティアゴ地下鉄の駅舎などが襲撃を受けて放火された[2]。

## 誕生日
| 陽気発処 金石亦透 精神一到 何事不成――『朱子語類』 |

| 行動力のある者のように考え、思考力のある者のように行動せよ。――『時間と自由』(1888) |

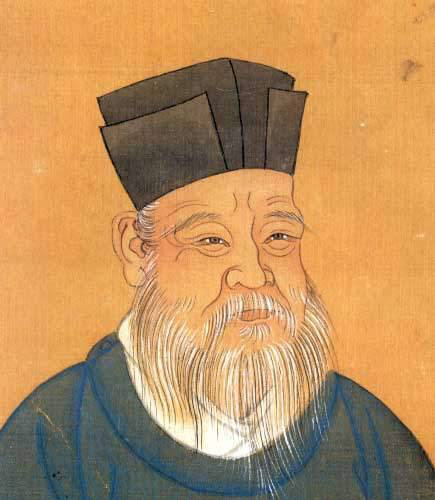
朱子学の創始者朱熹(1130-1200)誕生

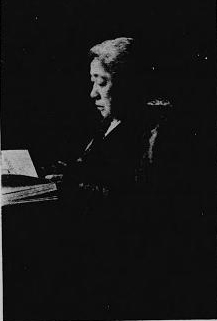
女性実業家、広岡浅子(1849-1919)誕生。

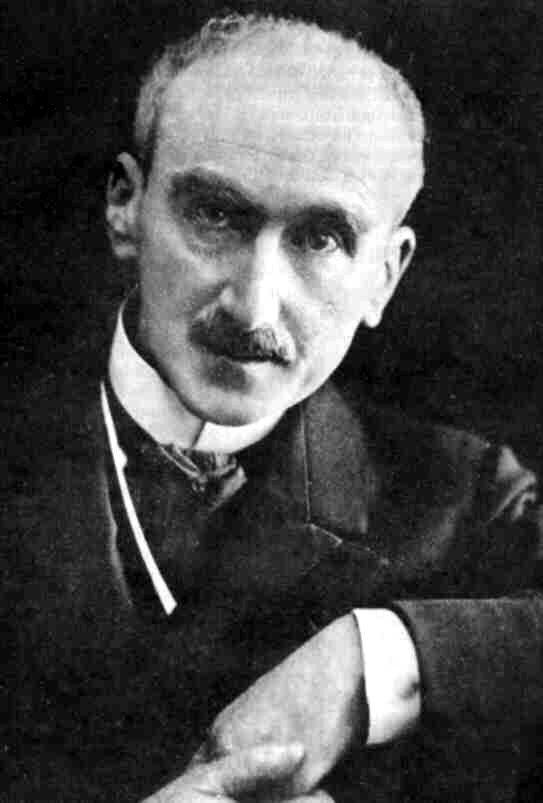
フランスの哲学者、アンリ・ベルクソン(1859-1941)誕生

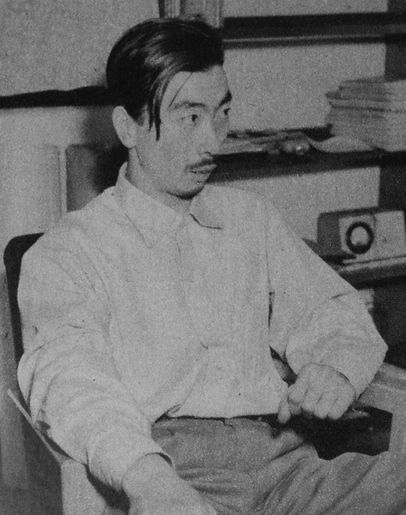
漫画家、絵本作家馬場のぼる(1927-2001)誕生。

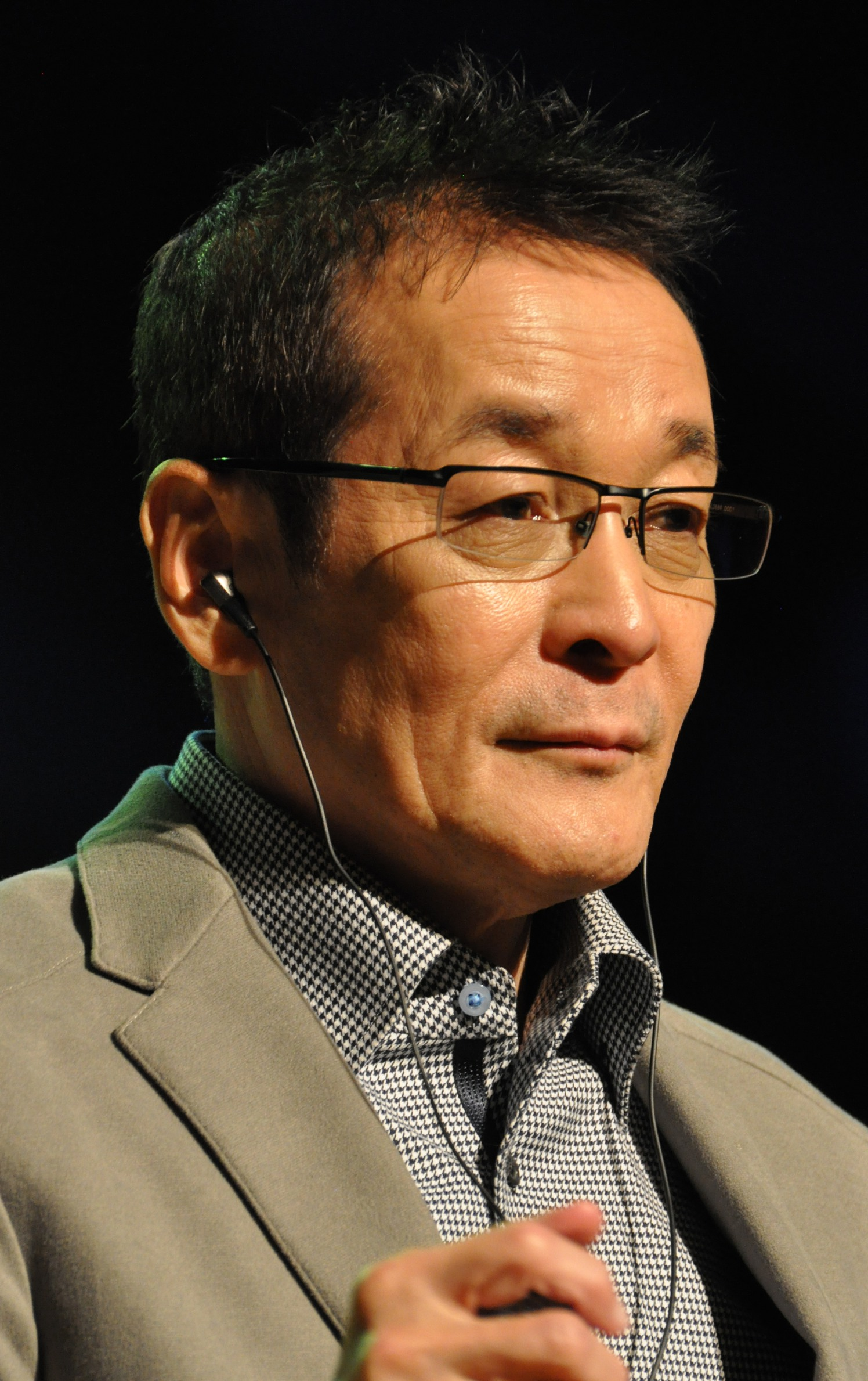
声優若本規夫(1945-)誕生。

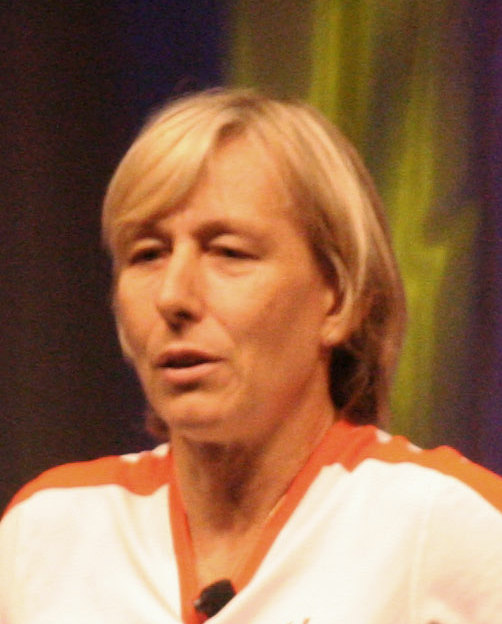
テニスプレイヤーマルチナ・ナブラチロワ(1956-)誕生。

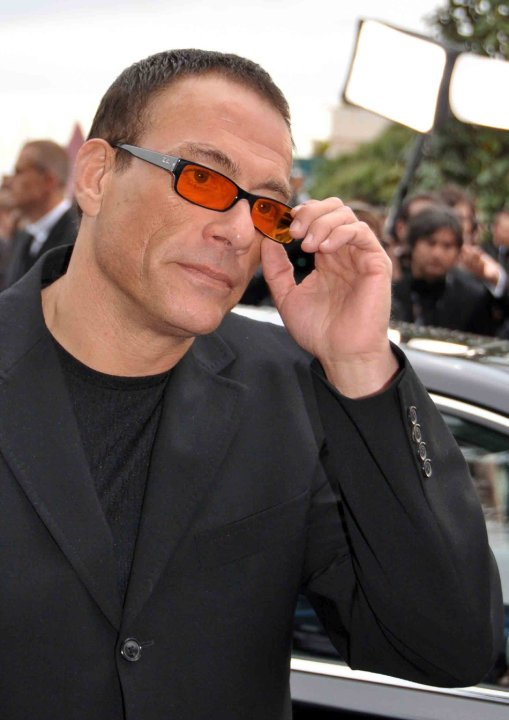
俳優ジャン＝クロード・ヴァン・ダム(1960-)誕生。

- 1127年（大治2年9月11日） - 後白河天皇、第77代天皇（+ 1192年）
- 1130年（建炎4年9月15日） - 朱子、儒学者（+ 1200年）
- 1405年 - ピウス2世、ローマ教皇（+ 1464年）
- 1523年 - アンナ、ポーランド女王（+ 1596年）
- 1547年 - ユストゥス・リプシウス、文献学者、人文学者 (+ 1606年)
- 1677年（延宝5年9月22日） - 牧野康重、与板藩の第3代藩主、小諸藩の初代藩主（+ 1723年）
- 1706年 - バルダッサーレ・ガルッピ、作曲家（+ 1785年）
- 1738年（元文3年9月6日） - 竹腰勝起、今尾藩の第6代藩主（+ 1789年）
- 1741年 - ピエール・ショデルロ・ド・ラクロ、小説家（+ 1803年）
- 1777年 - ハインリヒ・フォン・クライスト、劇作家、ジャーナリスト（+ 1811年）
- 1778年（安永7年8月28日） - 黒田直方、久留里藩の第5代藩主（+ 1832年）
- 1792年（寛政4年9月3日） - 上杉勝義、米沢新田藩の第4代藩主（+ 1858年）
- 1797年（寛政9年8月29日） - 南部利済、盛岡藩の第12代藩主（+ 1855年）
- 1842年 - オスカル・テーノ、画家（+ 1894年）
- 1848年 - キャンディ・カミングス、元プロ野球選手（+ 1924年）
- 1849年（嘉永2年9月3日） - 広岡浅子、実業家（+ 1919年）
- 1849年（嘉永2年9月3日） - 小出英尚、園部藩の第10代藩主（+ 1905年）
- 1850年 - バジル・ホール・チェンバレン、日本研究家（+ 1935年）
- 1859年 - アンリ・ベルクソン、哲学者（+ 1941年）
- 1869年 - ヨハンネス・リンナンコスキ、小説家（+ 1913年）
- 1873年 - 橘糸重、音楽家、敎育者、歌人（+ 1939年）
- 1879年 - グジェゴシュ・フィテルベルク、ヴァイオリニスト、作曲家、指揮者（+ 1953年）
- 1887年 - ドニー・ブッシュ、元プロ野球選手（+ 1972年）
- 1897年 - 壺井繁治、詩人（+ 1975年）
- 1898年 - 玉虫文一、化学者（+ 1982年）
- 1902年 - パスクアル・ヨルダン、物理学者（+ 1980年）
- 1903年 - アルブレヒト・フォン・ウラッハ、画家、作家、ジャーナリスト、言語学者、外交官（+ 1969年）
- 1911年 - 花沢徳衛、俳優（+ 2001年）
- 1913年 - 広谷俊二、社会運動家（+ 1983年頃）
- 1919年 - ピエール・トルドー、政治家、第20・22代カナダ首相（+ 2000年）
- 1919年 - アニタ・オデイ、ジャズシンガー（+ 2006年）
- 1920年 - 春風亭柳昇（五代目）、落語家（+ 2003年）
- 1920年 - メリナ・メルクーリ、女優、政治家（+ 1994年）
- 1921年 - ジェシー・ヘルムズ、政治家（+ 2008年）
- 1925年 - 阪田寛夫、詩人、小説家（+ 2005年）
- 1925年 - 土井新吉、じゃナリスト（+ 2004年）
- 1926年 - クラウス・キンスキー、俳優（+ 1991年）
- 1926年 - 貝塚爽平、地形学者（+ 1998年[3]）
- 1926年 - チャック・ベリー、ミュージシャン（+ 2017年）
- 1927年 - 馬場のぼる、絵本作家、漫画家（+ 2001年）
- 1927年 - ジョージ・C・スコット、俳優（+ 1999年）
- 1930年 - 桂信雄、政治家、元北海道札幌市長（+ 2020年）
- 1931年 - 寺内小春、作家、脚本家（+ 2010年）
- 1931年 - 布勢博一、脚本家（+ 2018年）
- 1932年 - 北川芳男、元プロ野球選手
- 1934年 - 乾晴美、政治家（+ 2025年）
- 1936年 - フランツ・ニンゲル、フィギュアスケート選手
- 1938年- ドーン・ウェルズ、女優（+ 2020年）
- 1939年 - リー・ハーヴェイ・オズワルド、ジョン・F・ケネディ暗殺実行犯（+ 1963年）
- 1941年 - 吉永正人、元中央競馬騎手、調教師（+ 2006年）
- 1944年 - ネルソン・フレイレ、ピアニスト（+ 2021年）
- 1945年 - 若本規夫[4]、声優
- 1946年 - 佐々木マキ、漫画家、絵本作家、イラストレーター
- 1947年 - ローラ・ニーロ、ミュージシャン（+ 1997年）
- 1948年 - くろさわ博、歌手（ヒロシ&キーボー)（+ 2024年）
- 1950年 - ウェンディ・ワッサースタイン、劇作家（+ 2006年）
- 1952年 - アンソニー・ポーソン、科学者（+ 2013年）
- 1954年 - 三ツ矢雄二、声優
- 1954年 - 西尾弘之、実業家、元リンテック社長
- 1955年 - 郷ひろみ[5]、歌手、俳優
- 1955年 - 天野篤、外科医
- 1955年 - 武藤容治、政治家
- 1956年 - マルチナ・ナブラチロワ、テニス選手
- 1957年 - 山本和範、元プロ野球選手
- 1957年 - 藤原保行、元プロ野球選手
- 1957年 - ミハイロ・ペトロヴィッチ、元サッカー選手、指導者
- 1958年 - 石井めぐみ、女優
- 1958年 - 片桐千里、女優
- 1959年 - 福田淳一、弁護士、財務事務次官
- 1960年 - ジャン＝クロード・ヴァン・ダム、俳優
- 1961年 - ウィントン・マルサリス、ミュージシャン
- 1961年 - 越川大介、俳優、お笑いタレント（元ちびっこギャング）
- 1962年 - くりた陸、漫画家（+ 2017年）
- 1964年 - 飛鳥部勝則、小説家
- 1965年 - トッド・ハミルトン、ゴルファー
- 1965年 - 大平光代、弁護士
- 1965年 - 香川恵美子、アナウンサー
- 1965年 - セルゲイ・プレミーニン、軍人（+ 1986年）
- 1966年 - 谷口悟朗、アニメ演出家
- 1966年 - ジェロード・スワロー、フィギュアスケート選手
- 1966年 - 藤岡寛生、元プロ野球選手
- 1966年 - 御船英之、元プロ野球選手
- 1967年 - 金剛地武志、俳優、ミュージシャン
- 1967年 - 湯江健幸、俳優
- 1968年 - 笹沼位吉、ミュージシャン
- 1968年 - 大嶽直人、元サッカー選手、指導者
- 1968年 - 沢田夏子、女優、グラビアアイドル
- 1969年 - 金井シゲル、俳優
- 1969年 - 安原麗子、女優、声優
- 1969年 - 北原喜久男、元プロ野球選手
- 1970年 - 佐藤操、フィギュアスケートコーチ、振付師
- 1970年 - 森田道博、囲碁棋士
- 1970年 - アレックス・バロス、元バイクレーサー
- 1971年 - 井上淳哉、漫画家
- 1971年 - 坂田恵、サッカー指導者、元サッカー選手
- 1971年 - 藤原秀樹、元俳優
- 1972年 - 蜷川実花、写真家、映画監督
- 1972年 - 渡辺千穂、脚本家
- 1972年 - 北川勝利、歌手、ギタリスト（ROUND TABLE）
- 1972年 - 三遊亭遊喜、落語家
- 1972年 - 岸恵子、競艇選手
- 1972年 - アレックス・タグリアーニ、レーサー
- 1973年 - 中村兼三、柔道家、1996年アトランタ五輪金メダリスト
- 1973年 - 辻本良三、ゲームクリエイター
- 1973年 - 古井千恵美、元バレーボール選手
- 1973年 - ジョン・ボルドウィン、フィギュアスケート選手
- 1973年 - ミハリス・カプシス、サッカー選手
- 1974年 - 金子昇、俳優
- 1974年 - 藤巻恵理子、声優、ナレーター
- 1974年 - 大西順子、元競泳選手
- 1974年 - キャンディ・ロー、歌手
- 1974年 - ロビー・サヴェージ、サッカー選手
- 1974年 - 周迅、女優
- 1975年 - 山本和智、作曲家
- 1975年 - 金野潤、声優
- 1975年 - 孔令輝、卓球選手
- 1975年 - ビョン・ホギル、ミュージカル俳優、歌手
- 1975年 - アレックス・コーラ、元プロ野球選手
- 1976年 - 米澤重隆、元プロボクサー、元アマチュアレスリング選手
- 1976年 - マイケル・テヘラ、元プロ野球選手
- 1976年 - ガルダー、ミュージシャン
- 1977年 - 友田安紀、タレント、お笑い芸人
- 1977年 - 三浦マイルド、お笑い芸人
- 1977年 - 若天狼啓介、元大相撲力士
- 1977年 - ライアン・ネルセン、元サッカー選手、指導者
- 1978年 - 京野ことみ、女優
- 1978年 - 白石稔、声優
- 1978年 - 谷奥優作、サッカー指導者、元サッカー選手
- 1978年 - 大野貴洋、元プロ野球選手
- 1978年 - 大槻ナツ、元歌手、元レースクイーン
- 1979年 - 川村ひかる、タレント
- 1979年 - 関屋智義、元プロ野球選手
- 1979年 - キャメル・メリアン、サッカー選手
- 1979年 - ニーヨ、シンガーソングライター
- 1979年 - ヤロスラフ・ドロブニー、サッカー選手
- 1981年 - 実川幸、タレント、元レースクイーン
- 1982年 - 森泉、ファッションモデル、タレント
- 1982年 - 千北英倫子、アナウンサー
- 1982年 - 田山真輔、スケルトン選手
- 1982年 - 岸本秀樹、元プロ野球選手
- 1982年 - ロス・ウルフ、元プロ野球選手
- 1983年 - 柴本幸、女優
- 1983年 - 田辺智加、お笑い芸人（ぼる塾）
- 1983年 - 佐藤愛子、柔道家
- 1983年 - 坂上智子、アイスホッケー選手
- 1984年 - 川崎亜沙美、女優、タレント
- 1984年 - 大﨑雄太朗、元プロ野球選手
- 1984年 - エスペランサ・スポルディング、ベーシスト、歌手
- 1984年 - リンゼイ・ヴォン、アルペンスキーヤー
- 1985年 - 野水伊織、声優
- 1985年 - 三嶋啓介、俳優
- 1985年 - シバター、プロレスラー
- 1985年 - ヨエニス・セスペデス、プロ野球選手
- 1986年 - 橋本紗和、タレント
- 1986年 - 泉川貴広、ピアニスト、作曲家、編曲家
- 1987年 - 松本明人、ミュージシャン（真空ホロウ）
- 1987年 - 武裕美、アナウンサー
- 1987年 - 真知りさ、元タレント
- 1987年 - ザック・エフロン、俳優、歌手
- 1987年 - フレジャ・ベハ、ファッションモデル
- 1988年 - 伊東健人、声優
- 1988年 - ナタリア・シェスタコワ、フィギュアスケート選手
- 1989年 - 仲里依紗、女優
- 1989年 - 旭大星託也、元大相撲力士
- 1990年 - 辛島航、プロ野球選手
- 1990年 - 瀬古あゆみ、モデル
- 1990年 - 早瀬愛夢、元アイドル（元アイドル妖怪カワユシ、元アリス十番、元チェリーブロッサム）
- 1990年 - 原田麻美、パーソナリティー
- 1990年 - 角屋龍太、元プロ野球選手
- 1990年 - カーリー・シュローダー（英語版）、女優
- 1990年 - ダニエル・オパレ、サッカー選手
- 1990年 - レバン・ケニア、サッカー選手
- 1990年 - ケイトリン・グッド、アイスダンス選手
- 1991年 - 藤井弘輝、アナウンサー
- 1991年 - まふまふ、歌手、ミュージシャン
- 1991年 - えがわさゆり、フリーアナウンサー
- 1991年 - アダム・ウォーカー、プロ野球選手
- 1992年 - 恵梨華、タレント（元つぼみ大革命）
- 1993年 - 岡田明丈、プロ野球選手
- 1993年 - 冨田千愛、ボート選手
- 1993年 - 伊東楓、アナウンサー
- 1994年 - 能條愛未、女優、元アイドル（元乃木坂46）
- 1994年 - 炎鵬友哉、大相撲力士
- 1995年 - 大橋悠依、競泳選手
- 1995年 - 津金恵、柔道選手
- 1995年 - 林ゆめ、タレント、グラビアアイドル、OL、元レースクイーン
- 1995年 - 一華ひかり、シンガーソングライター、Youtuber
- 1996年 - 鮫島克駿、騎手
- 1996年 - 高塚南海、野球選手
- 1997年 - 金子海音、俳優
- 1997年 - エア、YouTuber （くれいじーまぐねっと）
- 1998年 - 越智ゆらの、ファッションモデル
- 1998年 - 在原みゆ紀、ファッションモデル
- 1998年 - 奥﨑海斗、シンガーソングライター、俳優、声優
- 1998年 - 杉野正尭、体操選手
- 1999年 - 木戸口桜子、元アイドル（元SUPER☆GiRLS）
- 1999年 - 成清龍之介、競輪選手（+ 2021年）
- 2000年 - 鏑木海智、俳優
- 2000年 - 波崎天結、グラビアアイドル
- 2002年 - 寺西成騎、プロ野球選手
- 2003年 - 安川潤、スポーツクライマー
- 2004年 - 渡部愛加里、アイドル（元HKT48）
- 2004年 - 福田真琳、アイドル（つばきファクトリー）
- 2004年 - 今井礼夢、プロレスラー
- 2005年 - 入江里咲、アイドル（Juice=Juice）
- 2006年 - 沢美沙樹、グラビアアイドル
- 2009年 - 上村佳里奈、アイドル、タレント（Shibu3 project）
- 生年不詳 - Ryo、ギタリスト（NoisyCell）
- 生年不詳 - 大塚舞、アニメーター、キャラクターデザイナー
- 生年不詳 - 浦和希[6]、声優
- 生年不詳 - 近衛秀馬、声優
- 生年不詳 - 桜井ちひろ、声優、ものまねタレント
- 生年不詳 - 鈴木咲、声優
- 生年不詳 - 高槻莉那、声優
- 生年不詳 - 森谷真弓、声優、アナウンサー
- 生年不詳 - 結城あくつ、声優
- 生年不詳 - グレッグ・アーウィン、シンガーソングライター、ナレーター、声優、司会者

## 忌日

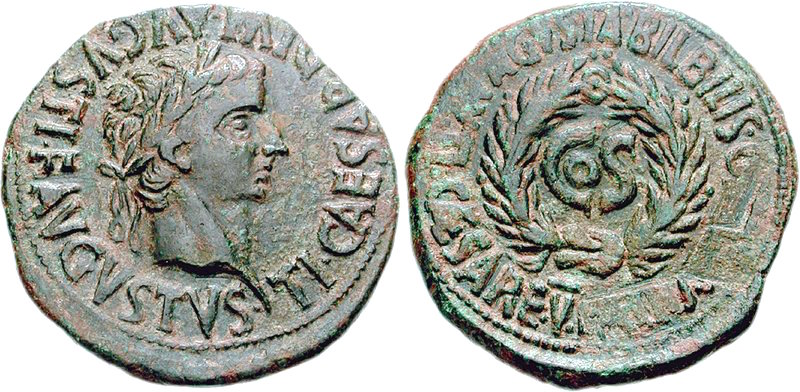
ローマ皇帝ティベリウスの元、権勢を奮ったルキウス・アエリウス・セイヤヌス(紀元前20-31)刑死。

| 現代の人間は、自分の生は、すべての過去の生よりも豊富である、ひっくり返して言えば、過去全体をあわせても、現時の人類にとっては小さい、と感じているのである。――『大衆の反逆』(1929) |

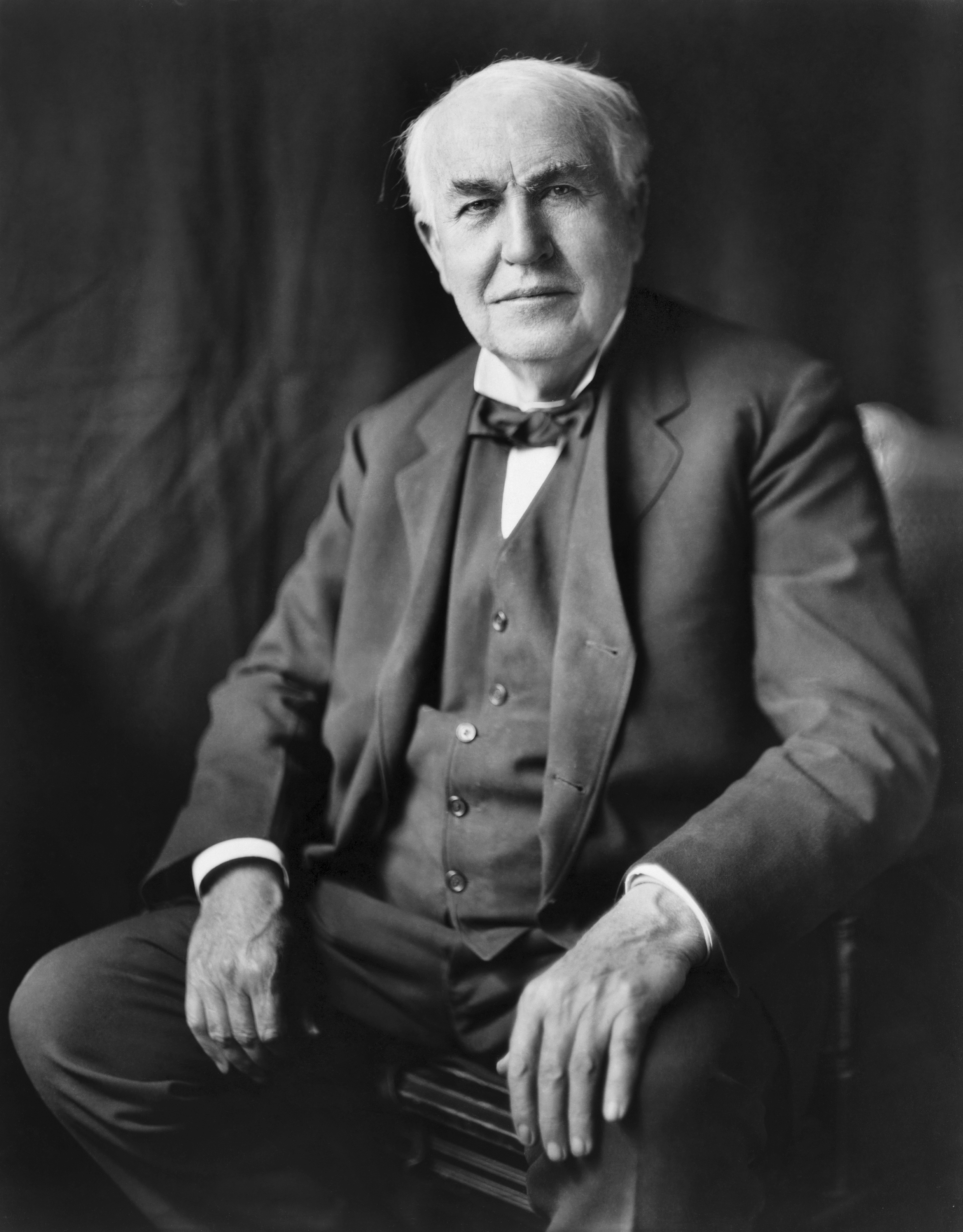
発明家トーマス・エジソン(1847-1931)没。

- 31年 - ルキウス・アエリウス・セイヤヌス、親衛隊長、執政官（* 紀元前20年）
- 31年 - リウィッラ、小ドルススの妻、後のセイヤヌスの愛人（* 紀元前13年頃）
- 33年 - 大アグリッピナ、ローマ皇帝カリグラの母（* 紀元前14年）
- 1044年 - （長久5年9月25日）　- 源道方、平安時代中期の公卿（* 968年）
- 1141年 - レオポルト、オーストリア辺境伯（* 1108年頃）
- 1352年（正平7年/文和元年9月10日） - 佐竹貞義、守護大名、武将（* 1287年）
- 1417年 - グレゴリウス12世、第205代ローマ教皇（* 1326年）
- 1503年 - ピウス3世、第215代ローマ教皇（* 1439年）
- 1538年 - ジェルメーヌ、アラゴン王フェルナンド2世の妃（* 1488年）
- 1545年 - ジョン・タヴァーナー、作曲家（* 1490年頃）
- 1561年（永禄4年9月10日） - 山本勘助、戦国武将（* 1493年または1500年）
- 1561年（永禄4年9月10日） - 武田信繁、戦国武将（* 1525年）
- 1562年 - アンヌ・ダランソン、モンフェッラート侯グリエルモ9世の妃（* 1492年）
- 1595年 - アルバロ・デ・メンダーニャ・デ・ネイラ、探検家（* 1542年）
- 1615年 - ケルビーノ・アルベルティ、画家（* 1553年）
- 1678年 - ヤーコブ・ヨルダーンス、画家（* 1593年）
- 1714年（正徳4年9月10日） - 竹本義太夫、浄瑠璃太夫（* 1651年）
- 1770年（明和7年8月30日） - 朽木玄綱、江戸幕府寺社奉行・第5代福知山藩主（* 1709年）
- 1775年 - クリスティアン・アウグスト・クルシウス（英語版）、哲学者、プロテスタントの神学者（* 1715年）
- 1786年 - アレキサンダー・ウィルソン、天文学者（* 1714年）
- 1794年 - ヨハン・エルンスト・ハインジウス、画家（* 1731年）
- 1817年 - エティエンヌ＝ニコラ・メユール、作曲家（* 1763年）
- 1845年 - ジャン＝ドミニク・カッシーニ (4世)（英語版）、天文学者（* 1748年）
- 1857年 - キュスティーヌ侯爵、外交官、紀行文作家（* 1790年）
- 1862年 - ジム・クレイトン、野球選手（* 1841年）
- 1865年 - ヘンリー・ジョン・テンプル、政治家、第3代パーマストン子爵（* 1784年）
- 1866年 - フィリップ・フランツ・フォン・シーボルト、医師、博物学者（* 1796年）
- 1871年 - チャールズ・バベッジ、数学者、発明家（* 1791年）
- 1888年 - アルベルト・ツィンマーマン、画家（* 1808年）
- 1889年 - アントニオ・メウッチ、発明家（* 1808年）
- 1893年 - シャルル・グノー、作曲家（* 1818年）
- 1901年 - アーギュスト・マルムストレム、画家（* 1829年）
- 1906年 - フリードリヒ・バイルシュタイン、化学者（* 1838年）
- 1908年 - 野津道貫、第2代教育総監（* 1841年）
- 1911年 - ナサニエル・ピット・ラングフォード（英語版）、探検家、実業家（* 1832年）
- 1911年 - アルフレッド・ビネー、心理学者（* 1857年）
- 1918年 - コロマン・モーザー、デザイナー（* 1868年）
- 1919年 - ルートヴィヒ・ブリーガー（ドイツ語版）、病理学者、化学者（* 1849年）
- 1920年 - 楠瀬喜多、婦人運動家（* 1836年）
- 1921年 - ルートヴィヒ3世、バイエルン王（* 1845年）
- 1931年 - トーマス・エジソン、発明家（* 1847年）
- 1935年 - ガストン・ラシェーズ、彫刻家（* 1882年）
- 1942年 - ミハイル・ネステロフ、画家（* 1862年）
- 1943年 - エミール・ボーシエ、画家（* 1874年）
- 1944年 - ヨーゼフ・マリア・エーダー（英語版）、化学者（* 1855年）
- 1944年 - 大沼哲、作曲家（* 1889年）
- 1945年 - 水野廣徳、日本海軍の軍人、評論家（* 1875年）
- 1945年 - 葉山嘉樹、作家（* 1894年）
- 1948年 - ヴァルター・フォン・ブラウヒッチュ、ドイツ陸軍の元帥（* 1881年）
- 1955年 - ホセ・オルテガ・イ・ガセット、哲学者（* 1883年）
- 1956年 - 牧野義雄、画家、随筆家（* 1870年）
- 1959年 - ブエラ・エル＝ワフィ、陸上競技選手（* 1898年）
- 1962年 - 松野鶴平、第5・6・7代参議院議長（* 1883年）
- 1966年 - エリザベス・アーデン、実業家（* 1878年）
- 1972年 - 藤波収、実業家、元北海道電力社長、元電源開発総裁（* 1888年）
- 1973年 - レオ・シュトラウス、政治哲学者（* 1899年）
- 1975年 - 正村竹一、実業家、正村ゲージ考案者（* 1906年）
- 1976年 - カウント・オジー、レゲエドラマー（* 1926年）
- 1976年 - 森有正、哲学者、フランス文学者（* 1911年）
- 1977年 - アンドレアス・バーダー、ドイツ赤軍の活動家（* 1943年）
- 1978年 - 岩倉具実、言語学者（* 1905年）
- 1978年 - ラモン・メルカデル、NKVDの諜報員、トロツキーの暗殺者（* 1913年）
- 1979年 - 芦田泰三、実業家、元住友生命保険社長（* 1903年）
- 1981年 - 本田弘敏、実業家、元東京ガス社長・日本社会人野球協会会長・日本バドミントン協会会長（* 1898年）
- 1982年 - ベス・トルーマン、ハリー・S・トルーマン第33代米大統領の妻（* 1885年）
- 1982年 - 重藤文夫[7]、医師、元広島原爆病院長（* 1903年）
- 1982年 - 守屋美賀雄、数学者（* 1906年）
- 1982年 - 須藤克三、教育者、児童文学者（* 1906年）
- 1982年 - ピエール・マンデス＝フランス、政治家、フランス首相（* 1907年）
- 1985年 - ステファン・アスケナーゼ、ピアニスト（* 1896年）
- 1985年 - 井植祐郎、実業家、元三洋電機社長（* 1908年）
- 1985年 - 田崎潤、俳優（* 1913年）
- 1985年 - 玉野井芳郎、経済学者（* 1918年）
- 1986年 - スヴェレ・インゴルフ・ハウグリ（英語版）、スピードスケート選手（* 1925年）
- 1987年 - フィリップ・レヴァイン（英語版）、免疫血液学者（* 1900年）
- 1987年 - 臼井荘一、政治家、実業家、第2代千葉興行社長（* 1902年）
- 1987年 - 朱牟田夏雄、英文学者（* 1906年）
- 1988年 - フレデリック・アシュトン、バレエダンサー、振付師（* 1904年）
- 1990年 - 阿部孝次郎、実業家、元東洋紡績社長（* 1897年）
- 1991年 - 中井一夫、裁判官、弁護士、政治家（* 1889年）
- 1992年 - 福井誠、競泳選手（* 1940年）
- 1994年 - 渡邊浦人、作曲家 (* 1909年)
- 1994年 - 二代目雷門福助、落語家（* 1958年）
- 1997年 - 清水一郎、アナウンサー（* 1933年）
- 1998年 - 安宅常彦、労働運動家、政治家（* 1920年）
- 2000年 - ジュリー・ロンドン、女優、歌手（* 1926年）
- 2000年 - 安堂信也、フランス文学者、翻訳家、早稲田大学名誉教授（* 1927年）
- 2001年 - 山之口安秀、政治家、第18代鹿児島市長（* 1917年）
- 2001年 - フェリス・フェイン（英語版）、プロ野球選手（* 1921年）
- 2001年 - ミシュリーヌ・オステルメイヤー、陸上競技選手（* 1922年）
- 2002年 - 小野協一、英文学者、東京外国語大学名誉教授（* 1921年）
- 2002年 - ロマン・タム、歌手（* 1950年）
- 2003年 - 菊地正幸、地質学者、地球科学者（* 1948年）
- 2004年 - リッチー・レモス、プロボクサー（* 1920年）
- 2005年 - 清水径子、俳人（* 1911年）
- 2005年 - アレクサンドル・ヤコブレフ、ソ連共産党政治局員（* 1923年）
- 2005年 - ジョニー・ヘインズ、サッカー選手（* 1934年）
- 2006年 - アルビン・ワインバーグ、物理学者（* 1915年）
- 2006年 - マーク・ホドラー、国際オリンピック委員会副理事（* 1918年）
- 2006年 - 高月ことば、作詞家（* 1921年）
- 2006年 - 正森成二、政治家（* 1927年）
- 2007年 - 中村長芳、太平洋クラブライオンズオーナー（* 1924年）
- 2007年 - 木原光知子、水泳選手、タレント（* 1948年）
- 2007年 - 島田信廣、オートレース選手（* 1950年）
- 2007年 - ラッキー・デューベ、レゲエ歌手（* 1964年）
- 2008年 - 中牟田喜一郎、実業家、岩田屋創業者（* 1915年）
- 2008年 - 仲川幸男、政治家（* 1916年）
- 2008年 - 熊崎正夫、官僚、元厚生省事務次官（* 1916年）
- 2008年 - 浅山浩三、実業家、元テレビ西日本社長（* 1917年）
- 2008年 - 安田義章、性風俗研究家、AV男優（* 1918年）
- 2008年 - 謝晋、映画監督（* 1923年）
- 2008年 - デイブ・マッケンナ、ジャズピアニスト（* 1930年）
- 2008年 - 三神真彦、小説家（* 1932年）
- 2008年 - トールモー・ハウゲン、児童文学作家（* 1945年）
- 2009年 - ナンシー・スペロ（英語版）、芸術家（* 1926年）
- 2009年 - 蝋山道雄、国際政治学者、上智大学名誉教授（* 1928年）
- 2009年 - 森聖二、ミュージシャン、元ロス・プリモス（* 1939年）
- 2009年 - 剛竜馬、プロレスラー、タレント（* 1956年）
- 2010年 - 長岡輝子、女優、演出家（* 1908年）
- 2010年 - 彭沖、政治家、元上海市長（* 1915年)
- 2010年 - 長谷川孝之、政治家、元静岡県焼津市長（* 1926年)
- 2010年 - 松岡誠司、アナウンサー、テレビディレクター（* 1968年)
- 2011年 - フリードリヒ・キットラー、文学研究者、メディア研究者（* 1943年）
- 2011年 - 長谷川摂子、児童文学作家（* 1944年）
- 2012年 - スレーター・マーティン、プロバスケットボール選手（* 1925年）
- 2012年 - ブレイン・ダメージ、プロレスラー（* 1977年）
- 2013年 - トーマス・フォーリー、政治家、弁護士（* 1929年）
- 2013年 - ユセフ・トルコ、元プロレスラー、レフェリー、俳優（* 1930年）
- 2014年 - クロード・オリエ（英語版）、作家（* 1922年）
- 2014年 - 西澤敬一、オペラ演出家（* 1944年）
- 2014年 - 佐藤丸美（夫）、漫画原作家（* 1961年頃）
- 2015年 - 萩野浩基、政治家（* 1940年）
- 2015年 - 光藤和明、医師（* 1948年）
- 2016年 - 上田健一、ジャーナリスト、元毎日新聞社主筆（* 1927年）
- 2016年 - 江守五夫、社会学者、千葉大学名誉教授（* 1929年）
- 2016年 - 後藤純男、日本画家、東京芸術大学名誉教授（* 1930年）
- 2017年 - ダニエル・ダリュー、女優（* 1917年）
- 2017年 - 沢田敏男、農学者、工学者（+ 1919年）
- 2018年 - 岩原侑[8]、実業家、近江兄弟社元社長（* 1934年）
- 2018年 - 長部日出雄、小説家、評論家（* 1934年）
- 2018年 - ディック・スレーター、プロレスラー（* 1951年）
- 2018年 - 真木和、元陸上競技選手（* 1968年）
- 2019年 - ヨーラン・マルムクヴィスト、言語学者、中国学者（* 1924年）
- 2019年 - ジョン・ボイド、外交官（* 1936年）
- 2019年 - 泉谷政憲[9]、囲碁棋士（* 1942年）
- 2019年 - ビリー・ツェックラー、女優（* 1949年）
- 2019年 - ルイ・ジョルダン、サッカー選手（* 1952年）
- 2020年 - 佐藤東洋士、教育者、元桜美林大学理事長（* 1941年）
- 2020年 - 力造、ゲームデザイナー、ライター（* 1978年）
- 2020年 - 津野米咲、ミュージシャン（赤い公園）（* 1991年）
- 2021年 - コルナイ・ヤーノシュ、経済学者、ハーバード大学名誉教授、ブダペシュト・コルヴィヌス大学名誉教授（* 1928年）
- 2021年 - コリン・パウエル、政治家、軍人、陸軍大将、第65代国務長官（* 1937年）
- 2021年 - エディタ・グルベローヴァ、ソプラノ歌手（* 1946年）
- 2021年 - ショーン・ワイヌイ、ラグビー選手（* 1995年）
- 2022年 - 三戸公、経営学者、立教大学名誉教授、中京大学名誉教授（* 1921年）
- 2022年 - フランコ・ガッティ、歌手、ミュージシャン、元リッキ・エ・ポーヴェリ（* 1942年）
- 2022年 - ロバート・ゴードン、ロックシンガー（* 1947年）
- 2023年 - 佐野力三、政治家、元北海道別海町長（* 1934年）
- 2023年 - もんたよしのり、シンガーソングライター、俳優（*1951年）
- 2023年 - 牧野信博、作曲家（*1960年）

## 記念日・年中行事
- アラスカの日（ アメリカ合衆国アラスカ州）
1867年のこの日、同年3月30日調印の条約により、アラスカがロシア帝国からアメリカ合衆国へ720万ドルで売却され（アラスカ購入）、アラスカがアメリカ領となったことを記念。
- 独立回復の日 ( アゼルバイジャン)
1991年のこの日にソ連からの独立を宣言したことを記念。
- 世界メノポーズデー
1999年の第9回国際閉経学会で採択。
- 統計の日（ 日本）
明治3年9月24日（1870年10月18日）に、現在の「生産統計」の起源となった府県物産表に関する太政官布告が公布されたことに由来。1973年7月3日の閣議で制定。
- 冷凍食品の日（ 日本）
冷凍の凍（とう≒10）と、冷凍食品の標準管理温度がマイナス18℃であることから、社団法人日本冷凍食品協会が1986年に制定。
- 木造住宅の日（ 日本）
住宅の「住」を読み替えると数字の「十」に、漢字の「木」を分解すると数字の「十」と「八」になることから、社団法人日本木造住宅産業協会が1998年に制定。
- ドライバーの日（ 日本）
物流産業新聞社が「ド(10)ライ(1)バー(8)」の語呂合せで制定。トラック・バス・タクシーなどのプロドライバーに感謝するとともに、プロドライバーの地位向上を目指す日。
- フラフープ記念日（ 日本）
1958年のこの日にフラフープが日本で初めて販売されたことから[10]。
- ミニスカートの日（ 日本）
1967年のこの日、「ミニの女王」として注目を集めていたツイッギーが初めて来日したことから[10]。